# الیزابت نوئل نیومن
الیزابت نوئل-نیومن (انگلیسی: Elisabeth Noelle-Neumann)، (زاده ۱۹ دسامبر ۱۹۱۶ در برلین – درگذشته ۲۵ مارس ۲۰۱۰ در الینزباخ) استاد دانشگاه، روزنامه‌نگار، جامعه‌شناس و محقق علوم سیاسی اهل آلمان بود.
عمده سرشناسی وی افزون بر تحقیق و فعالیت‌های دانشگاهی، ارائه الگوی مارپیچ سکوت است که جزئیات آن در کتاب مارپیچ سکوت: افکار عمومی - پوست اجتماعی ما (انگلیسی:The Spiral of Silence: Public Opinion – Our Social Skin) ارائه شده‌است. این مدل توضیحی در مورد چگونگی تأثیرگذاری رسانه‌ها بر افکار عمومی و عقاید یا اقدامات فردی آنهااست.